# Coupe d'Afrique des nations de football 1959
Navigation
Soudan 1957 Éthiopie 1962

La coupe d'Afrique des nations de football 1959 est un tournoi disputé en 1959 en République arabe unie, un État créé en 1958 par l'union de l'Égypte et de la Syrie. Seuls trois pays — les mêmes que lors de l'édition 1957 — participent à ce tournoi.
À domicile, la République arabe unie, menée par son joueur phare Mahmoud Al-Gohary, remporte un second titre consécutif. Les trois mêmes pays de l'édition 1957 participent à ce tournoi.

## Résultats
Les matchs ont lieu au Stade du Prince Farouk du Caire :
| Rang | Équipe                | Pts | J | G | N | P | Bp | Bc | Diff |
| ---- | --------------------- | --- | - | - | - | - | -- | -- | ---- |
| 1er  | République arabe unie | 4   | 2 | 2 | 0 | 0 | 6  | 1  | +5   |
| 2e   | Soudan                | 2   | 2 | 1 | 0 | 1 | 2  | 2  | 0    |
| 3e   | Éthiopie              | 0   | 2 | 0 | 0 | 2 | 0  | 5  | -5   |

| 22 mai 1959 | République arabe unie                   | 4 – 0 | Éthiopie | Stade du Prince Farouk, Le Caire             |                                              |
|             | Al-Gohary 29e 42e 73e · El-Sherbini 64e |       |          | Spectateurs : 30 000 Arbitrage : Živko Bajić | Spectateurs : 30 000 Arbitrage : Živko Bajić |
|             | Rapport                                 |       |          | Spectateurs : 30 000 Arbitrage : Živko Bajić | Spectateurs : 30 000 Arbitrage : Živko Bajić |

| 25 mai 1959 | Soudan      | 1 – 0 | Éthiopie | Stade du Prince Farouk, Le Caire            |                                             |
|             | Darissa 40e |       |          | Spectateurs : 20 000 Arbitrage : M. Tsissis | Spectateurs : 20 000 Arbitrage : M. Tsissis |
|             | Rapport     |       |          | Spectateurs : 20 000 Arbitrage : M. Tsissis | Spectateurs : 20 000 Arbitrage : M. Tsissis |

| 29 mai 1959 | République arabe unie | 2 – 1 | Soudan      | Stade du Prince Farouk, Le Caire             |                                              |
|             | Baheeg 12e 89e        |       | Manzoul 65e | Spectateurs : 30 000 Arbitrage : Živko Bajić | Spectateurs : 30 000 Arbitrage : Živko Bajić |
|             | Rapport               |       |             | Spectateurs : 30 000 Arbitrage : Živko Bajić | Spectateurs : 30 000 Arbitrage : Živko Bajić |

## Équipe type de la compétition
| Gardien | Défenseurs | Milieux | Attaquants | Sélectionneur |
| ------- | ---------- | ------- | ---------- | ------------- |
|         |            |         |            | Pál Titkos    |

## Meilleur buteur
- Mahmoud El Gohary ( République arabe unie), 3 buts